# Норфолкский аплонис
Норфолкский аплонис, или норфолкский скворец (лат. Aplonis fusca) — исчезнувший вид воробьиных птиц из рода скворцов-аплонисов (Aplonis), обитавший на островах Норфолк и Лорд-Хау.

## Описание
Норфолкский аплонис достигал длины 20 см. Длина крыльев составляла от 9,8 до 10,3 см, длина хвоста — от 6,3 до 6,8 см, длина клюва 1,3 см и длина лапы 2,5 см. Общая окраска оперения была серовато-коричневой. Окраска самца на голове и горле имела зеленоватый отлив. Спина, гузка, кроющие надхвостья, крыльев и нижняя сторона были серые, а подхвостье беловатое. Клюв был чёрный, глаза красно-оранжевые. Самка была окрашена так же как самец. Однако, зеленоватый отлив был слабее и серое горло контрастировало со светло-коричневыми боковыми сторонами тела. Нижняя часть груди была охристого цвета. Брюхо и подхвостье были желтовато-белые.

## Вымирание
Причины вымирания неясны. Чрезмерная охота и разрушение местообитания сыграли, вероятно, важную роль. Сведения о том, что вид вымер из-за хищничества крыс, как подвид Aplonis fusca hulliana с острова Лорд-Хау, не соответствует действительности, так как нашествие крыс на остров Норфолк началось только в 1940-е годы, а вид вымер в 1923 году.

## Подвиды
Австралийский орнитолог Грегори Мэтьюс заметил в 1928 году, что оперение птицы с острова Лорд-Хау было более коричневатое и менее серое чем у птиц с острова Норфолк. Он выделил из вида Aplonis fuscus номинативную форму Aplonis fusca fusca (норфолкский аплонис) и подвид Aplonis fusca hulliana.